# سنتال (قبيلة)

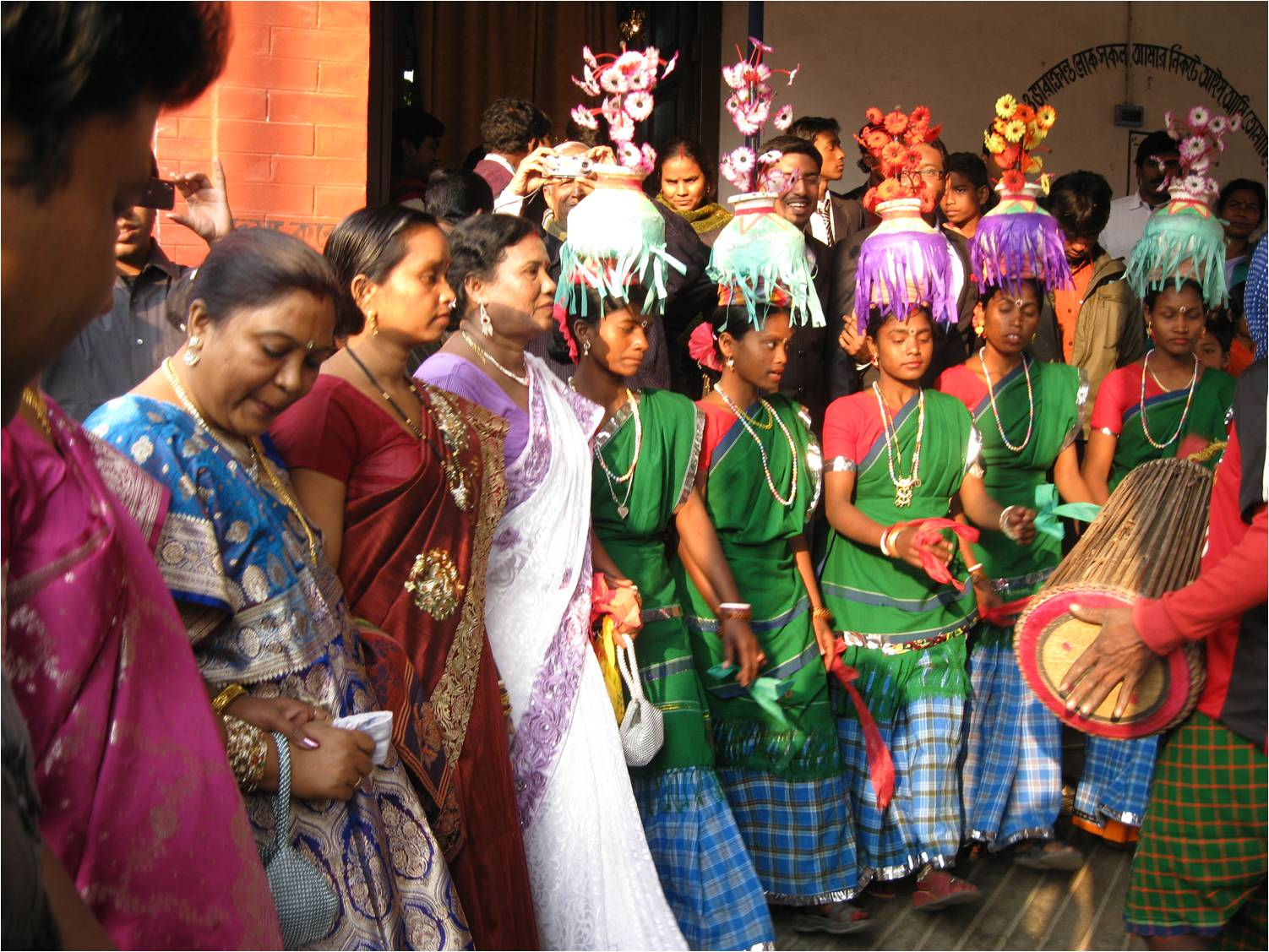
رقص السنتال التقليدي.

قبيلة سنتال أو سنثال (بالإنجليزية: Santal People)‏: هي مجموعة عرقية من السكان الأصليين للهند وبنغلاديش في جنوب آسيا. وهي أكبر قبيلة في ولاية جهارخاند الهندية من حيث التعداد السكاني، ويوجد بعض من أفرادها في ولايات آسام وبهار وأوديشا والبنغال الغربية. وهم يشكلون أكبر أقلية عرقية في إقليم راجشاهي في شمال بنغلاديش وشعبة رانغبور. وهم يشكلون أيضًا عددًا كبيرًا من السكان في كل من نيبال وبوتان. يتحدث أفراد قبيلة سنتال في الغالب اللغة السنتالية، وهي الأكثر انتشارًا من مجموعة اللغات الموندية.

## التاريخ
وفقًا لعالم اللغة بول سيدويل (2018)، فقد وصل المتحدثون باللغة النمساوية الآسيوية على الأرجح على ساحل أوديشا من الهند الصينية منذ حوالي 4000 حتى 3500 عام. وهم ينتشرون من مناطق جنوب شرق آسيا ويختلطون على نطاق واسع مع السكان الهنود المحليين.
عزم المسؤولون البريطانيون على تعزيز الإيرادات من خلال التوسع في الزراعة. وقد شجعوا سكان بهار الهندية في تلال راجماهال على ممارسة الزراعة ولكنهم رفضوا قطع الأشجار. ثم حوَّل المسؤولون البريطانيون اهتمامهم إلى قبيلة سنتال، الذين كانوا على استعداد لتطهير الغابة من أجل ممارسة الزراعة المستقرة. في عام 1832، تم ترسيم عدد كبير من المناطق مثل دامين كوه و سانتال بارغانا. وقد هاجر أفراد قبيلة سنتال من كوتاك ودلبهم وبربوم ومنبهم هازاريبا وبدأوا في زراعة هذه الأراضي باعتبارهم فلاحين ومزارعين. وقد جمع البريطانيون الضرائب من هؤلاء الفلاحين من السنتال من أجل دعم إيراداتهم. أدَّى فرض الضرائب واستغلال الحاكم زماندار ومقرضو الأموال إلى إشعال ثورة سنتال. قاد سيدو وكانهو مورومو الاخوين سانتالز ضد البريطانيين ولكنهم هزموا .

## الثقافة
يُعدّ سوهاري المهرجان الرئيسي في مجتمع قبيلة سنتال. ومن المهرجانات الهامة أيضًا مهرجانات باها باراب وكارام ودانساي وسكرات وماهمور ورندو وماجسيم. يمارس أفراد سنتال العديد من رقصاتهم التقليدية في أثناء هذه المهرجانات إلى جانب قرع طبول: تاماك و توداك.
يُعدّ شادار بادار شكلًا من أشكال الدمى المسرحية المعروفة أيضًا باسم دمى سنتال، وهو عرض شعبي يشمل دمى خشبية توضع في قفص صغير تقوم بتمثيل أدوار المسرحية.
في الأصل، اقتصر نمط حياتهم على الصيد والجمع، لكن انتقلت اهتمامات أفراد سنتال إلى أسلوب الحياة الزراعي. تجري عملية اتخاذ القرارات من خلال مجلس القرية الذي يترأسه شخص يحمل اسم مانجي. يساعد رئيسَ المجلس أعضاء آخرون في تنفيذ الشؤون المحلية والتعامل معها.
يتميز الفن عند قبيلة سنتال بأسلوبه المعقد في نحت الأحجار الكريمة. إذ تتميز جدران منازل سنتال التقليدية بكونها ذات طابع منقوش بتصميمات الحيوانات المنحوتة ومشاهد الصيد وأخرى من الرقص والأنماط الهندسية وغيرها. قاموا أيضًا بتصميم المحفة (نوع من المَركَبات) على طريقتهم الخاصة.

## اللغة السنتالية
تعتبر هذه القبيلة هي أكبر قبيلة في الهند تحتفظ بشكل جيد بلغتها الأصلية ألا وهي اللغة السنتالية حتى اليوم. الكتابة السنتالية هي اختراع حديث العهد نسبيا، حيث لم يكن لها أي لغة مكتوبة حتى القرن العشرين. تم اختراع كتابة جديدة تدعى أول تشيكي (Ol Chiki) في عام 1925 كمزيج من الكتابات الهندية والرومانية.

## المعتقدات
يؤمن السنتال بمخلوقات علوية وأرواح الأسلاف، كما أن لديهم قصة خلق خاصة بهم تعود إلى طائرين من الجنة خلقا من قبل الرب وسمح لهما بالطيران في كافة الاتجاهات، وفي أحد الأيام وضعا بيضا نتج منها الذكر والأنثى.